# Cmentarz żydowski w Wysokiej
Cmentarz żydowski w Wysokiej – kirkut społeczności żydowskiej niegdyś zamieszkującej w Wysokiej. Cmentarz leży w północno-wschodniej części miejscowości. Ma powierzchnię 0,3 ha. Został zniszczony podczas II wojny światowej. Obecnie na nieogrodzonym terenie brak jest nagrobków.